# Hohenkirchen, Mecklenburg-Vorpommern
Hohenkirchen är en kommun och ort i Landkreis Nordwestmecklenburg i förbundslandet Mecklenburg-Vorpommern i Tyskland.
Kommunen bildades 1 januari 2005 genom en sammanslagning av de tidigare kommunerna Groß Walmstorf och Gramkow.
Kommunen ingår i kommunalförbundet Amt Klützer Winkel tillsammans med kommunerna Boltenhagen, Damshagen, Kalkhorst, Klütz och Zierow.